# 哈尼天体
哈尼天体（荷蘭語：Hanny's Voorwerp）于2007年由荷兰教师哈尼·冯·阿科尔（Hanny van Arkel）在星系动物园项目中被发现。它是位于小狮座的旋涡星系IC 2497附近一团发出绿色光的物质，其长度达30万光年。
哈尼天体的成因目前还未知。一种假说认为这是大约10万年前IC 2497核心区域形成的类星体发出的强烈光束照亮一团气体云所形成 ，不过由于这颗类星体在20万年前变暗，因而已无法被观察到。
另一种假说则认为上述类星体的瞬变现象（transient phenomenon）导致我们无法发现哈尼天体的光源，哈尼天体与IC 2497中类星体间数万光年的距离使哈尼天体的回光（light echo）现象与星系本身间产生了时间延迟。
2010年6月，欧洲甚长基线干涉仪网（European VLBI Network）与英国的多天线无线相联干涉仪网（MERLIN）提出了另外一个相关假说。他们认为有两个光源，分别是IC 2497核心的大质量黑洞，以及黑洞产生的能量喷流与IC 2497附近气体间的相互作用产生的光线。